# Mitrailleuse Browning 1919
 (juillet 2018).
Si vous disposez d'ouvrages ou d'articles de référence ou si vous connaissez des sites web de qualité traitant du thème abordé ici, merci de compléter l'article en donnant les références utiles à sa vérifiabilité et en les liant à la section « Notes et références ».
La mitrailleuse Browning 1919 (en anglais : « M1919 Browning Machine Gun »), aussi parfois simplement désignée Browning M1919, a été la mitrailleuse légère de l'infanterie de l'US Army et une mitrailleuse des avions de l'USAF qui fut utilisée en grand nombre des années 1920 au début des années 1960, où, dans un souci de standardisation sur le calibre 7,62 OTAN, la nouvelle M60 l'a remplacée.

## Historique

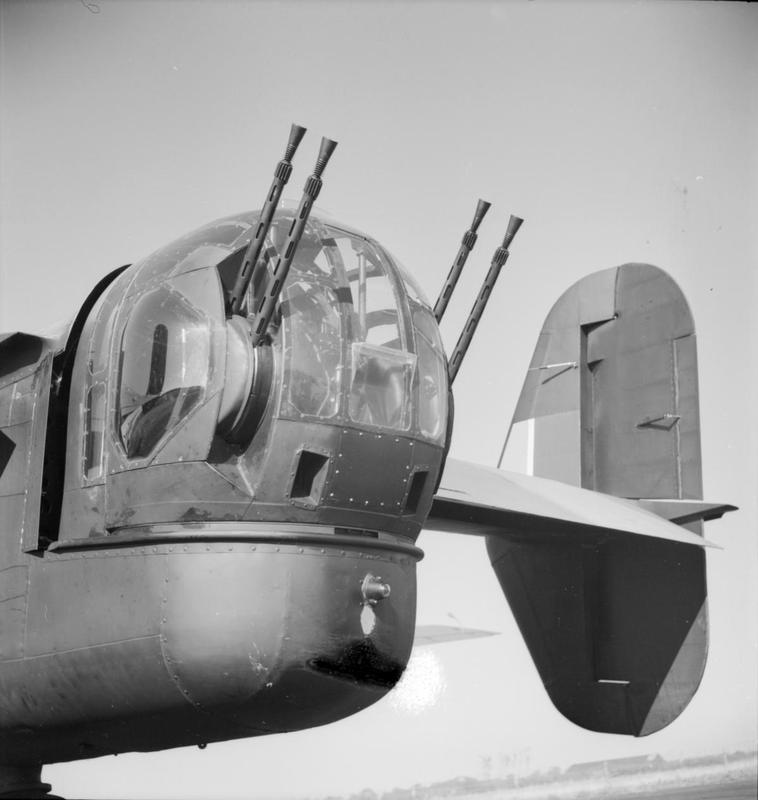
Tourelle de queue d'un bombardier britannique Handley Page Halifax avec quatre Browning chambrées en .303 British ou7.7 mm.

Cette mitrailleuse est l'œuvre de John Moses Browning, également inventeur du fusil-mitrailleur BAR. Elle constitue une modernisation de la Mitrailleuse Browning 1917, qui avait été adaptée pour le refroidissement par air, dans le but de l'alléger. Le manchon à eau céda donc la place à un plus léger, percé de grands orifices allongés, qui couvrait toute la longueur du canon. Mais, son fonctionnement ainsi que ces pièces sont identiques et interchangeables avec le modèle 1917, les modèles 1917 et 1919 seront d'ailleurs tous deux utilisés pendant la Seconde Guerre mondiale.
Après une première version sur trépied, l'A1 fut une tentative de faire un fusil-mitrailleur de l'arme en lui adaptant un bipied et un canon plus léger. Les A2 et A3 étaient de nouvelles versions lourdes sur trépied dont le canon avait été renforcé.
Le modèle 1919 A4 était une version polyvalente, destiné aussi bien à l'emploi d'infanterie que sur véhicule. Sa poignée type pistolet est une autre de ses caractéristiques. Ce modèle entra en production en 1942, et 425 543 exemplaires en furent produits. La loi du prêt-bail a permis également d'en distribuer un grand nombre : 17 631 pour les forces du Commonwealth, 2 272 pour les Forces françaises libres et 5 403 pour l'Union soviétique. En février 1944, la 2e Division Blindée de Leclerc dispose de 189 mitrailleuses calibre .30 pour l'infanterie et 1 309 montées sur véhicules.
L'A5 au contraire était conçue spécialement pour le montage sur les véhicules, beaucoup furent montées sur des avions. Elle se distinguait par un allongement des lèvres guides de la bande.

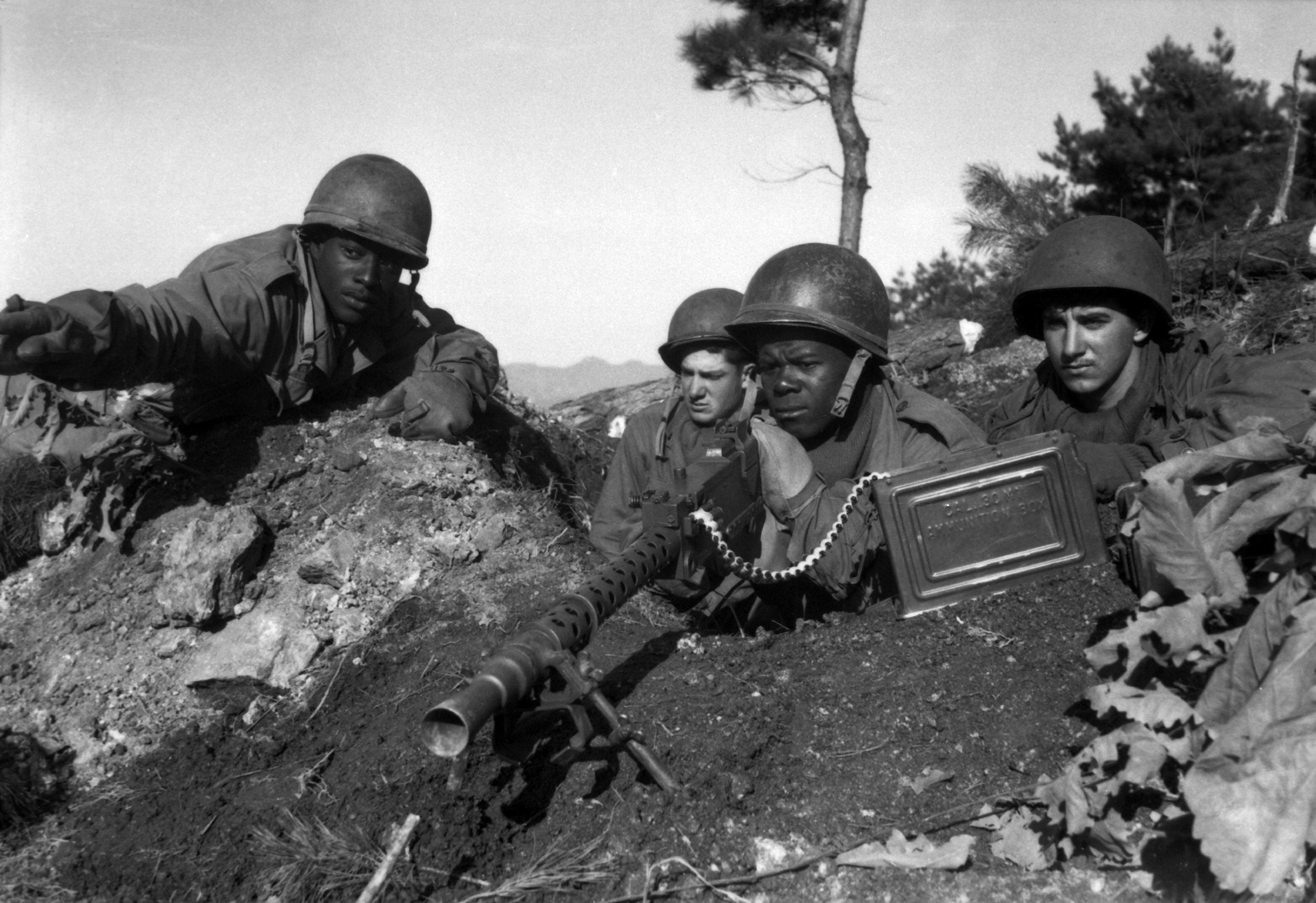
M1919 A6 en position défensive en Corée en décembre 1950.

L'armée américaine décida de transformer le modèle A4 pour en faire le modèle A6, destiné à remplacer le fusil-mitrailleur BAR. Pourvue d'une crosse, d'une poignée de transport et d'un bipied, elle reste malgré tout la mitrailleuse légère la plus lourde de la catégorie, avec près de 15 kilogrammes (pour comparaison, une mitrailleuse MG34 pèse 12 kilogrammes), et ne parviendra pas à remplacer le BAR, beaucoup plus maniable dans ce rôle.
Les modèles destinés à l'aviation ont vu leur cadence de tir augmentée. Ainsi, l'équipe de Dieudonné Saive de la Fabrique Nationale de Herstal en Belgique qui avait obtenu la licence de production de cette arme parvint à augmenter la cadence à 1 200 coups par minute en 1932 puis à 1 500 coups par minute en 1938.
Plus de 820 000 exemplaires, tous modèles confondus, furent produits entre 1941 et 1945. Après la fin du conflit, la fabrication sera reprise en Belgique par la FN Herstal (Liège) et en Afrique du Sud. Elle sera également en dotation dans l'armée française (sous le code de nomenclature Browning 7,62) et participera aux guerres d'Indochine et d'Algérie puis sera remplacée par l'AA52. Beaucoup de pays disposent encore de ces mitrailleuses dans leur dotation d'équipement après modification au calibre 7,62 OTAN.

## Caractéristiques et spécifications techniques de la Browning 1919 A4
La Browning M1919 A4 est un modèle semi-polyvalent, qui nécessite un tireur et un homme veillant à l'approvisionnement en munitions, le pourvoyeur. Elle est alimentée par la gauche avec des bandes en toile de lin de 250 cartouches de calibre 7,62 mm, la plupart du temps transportées dans des boîtes métalliques pour un poids total de 9 kg. Après la guerre apparaîtront des bandes à maillons métalliques. Les étuis vides sont expulsés sous le boîtier, dont l'ouverture n'est pas nécessaire pour l'engagement d'une nouvelle bande si celle-ci est pourvue d'une tirette métallique qu'il suffit d'engager sur la gauche puis de tirer vers la droite jusqu'au placement de la première cartouche.
Elle s'utilisait généralement sur le trépied M2. Cet affût, du fait de sa faible élévation, était réservé exclusivement aux cibles terrestres (de -19° à +21° et jusqu'à +45° sans la fixation arrière). La hausse est graduée en subdivisions de 100 yards, avec une valeur maximale de 2 400 yards. La barre graduée permet d'une part d'assurer la rigidité des deux pieds arrière et de positionner le mécanisme de réglage de la hausse sur lequel vient se fixer l'arrière du boîtier. La portée efficace est de 900 mètres mais peut atteindre des cibles jusqu'à 1 200 mètres suivant les types de cartouches utilisées (perforantes par exemple). Sa cadence de tir est de 400 à 600 coups à la minute. Elle est assez compacte mais pèse près de 13 kilogrammes auxquels il faut ajouter environ 5 kilogrammes pour l'affût M2 et 9 kilogrammes par boîte de cartouches.

## Récapitulatif des versions

### Versions en service aux États-Unis (1930-1980)
- M1919 version initiale dérivée de la M1917.
- M1919 A1 version sur bipied avec canon léger.
- M1919 A2 version sur trépied avec canon lourd.
- M1919 A3 amélioration de la A2.
- M1919 A4 version polyvalente.
- M1919 A4E1 A4 rééquipée des lèvres guides d'alimentation agrandie de la A5.
- M1919 A5 version destinée à équiper les véhicules, lèvres guides d'alimentation agrandie.
- M1919 A6 version légère avec bipied et crosse.
- AN/M2 version aviation de la A4 produit par Browning.
- MG40-2 version aviation de la A4 produit par Colt.
- M37 version destinée au montage coaxial, alimentation par la gauche ou la droite.
- Mk 21 Mod 0 désignation dans l'US Navy des M1919 converties au 7,62 OTAN.
- Mk 21 Mod 1 désignation dans l'US Navy des M1919 converties au 7,62 OTAN.

### Versions produites et/ou modifiées à l'étranger
- L3A1 désignation du Commonwealth pour la version fixe de la M1919 A4.
- L3A2 désignation du Commonwealth pour la version mobile de la M1919 A4.
- L3A3 conversion à culasse ouverte de la L3A1.
- L3A4 conversion à culasse ouverte de la L3A2.
- MG A4 désignation autrichienne de la M1919 A4.
- C1/A1 désignation canadienne de la M1919 A4 fixe, rechambrée en 7,62 OTAN.
- C5/A1 désignation canadienne de la M1919 A4 mobile, rechambrée en 7,62 OTAN.
- Mg M/52-1 désignation danoise de la M1919 A4.
- Mg M/52-11 désignation danoise de la M1919 A5.
- M42B désignation danoise de la M1919 A6, rechambrée en 7,62 OTAN.
- LIW MG4: version sud-africaine de la M37, rechambrée en 7,62 OTAN.